# Waltraud Mittich
Waltraud Mittich (* 1946 in Bad Ischl) ist eine Südtiroler Belletristik-Autorin aus Bruneck, die sich insbesondere mit ihrer eigenen Familie und Herkunft im Kontext der Südtiroler Geschichte auseinandersetzt.

## Lebensweg
Mittich siedelte 1952 mit ihrer Familie nach Südtirol, in die Umgebung von Toblach, um. Sie studierte an der Universität Padua im Fach „Fremde Sprachen und Literatur“ und arbeitete anschließend als Lehrerin an der Handelsoberschule in Bruneck. 1990 verließ sie den Schuldienst, um sich hauptsächlich der Schriftstellerei zu widmen. Im Zentrum ihrer Arbeit steht die Auseinandersetzung mit ihrer Südtiroler Lebenswelt sowie die Herkunft der Familie, insbesondere die Annäherung an einen nie gekannten Vater. Daneben verfasste sie für die Fachzeitschrift Nord & Süd mehrere Artikel zur Nachhaltigkeit in der Südtiroler Landwirtschaft.

## Werke (Auswahl)
- Mannsbilder. Edition Skarabäus im Haymon Verlag, Innsbruck und Wien, 2002, ISBN 978-3-70823-116-7.
- berühren sie jedes. Edition Skarabäus im Haymon Verlag, Innsbruck und Wien, 2004, ISBN 978-3-7082-3158-7
- Topographien. Topografie. Edition Raetia, Bozen, 2013, ISBN 978-8-872833445.
- Grandhotel. Edition Skarabäus im Haymon Verlag, Innsbruck und Wien, 2008, ISBN 978-3-70823-249-2.
- Abschied von der Serenissima. edition laurin bei innsbruck university press, Innsbruck 2014, ISBN 978-3-90286-614-1.
- Micòl. edition laurin bei innsbruck university press, Innsbruck, 2016, ISBN 978-3-902866-36-3.
- Sanpietrini. edition laurin bei innsbruck university press, Innsbruck 2018, ISBN 978-3-90286679-0.
- Du bist immer auch das Gerede über Dich. Edition Raetia, Bozen, 2014, ISBN 978-88-7283-409-1.
- Ein Russe aus Kiew. edition laurin bei innsbruck university press, Innsbruck 2022, ISBN 978-3-90353-928-0.
- Hierorts. Bleiben. edition laurin bei innsbruck university press, Innsbruck 2025, ISBN 978-3-90353-948-8.